# Hatley (Wisconsin)
Hatley es una villa ubicada en el condado de Marathon en el estado estadounidense de Wisconsin. En el Censo de 2010 tenía una población de 574 habitantes y una densidad poblacional de 211,27 personas por km².

## Geografía
Hatley se encuentra ubicada en las coordenadas 44°53′9″N 89°20′13″O / 44.88583, -89.33694. Según la Oficina del Censo de los Estados Unidos, Hatley tiene una superficie total de 2.72 km², de la cual 2.72 km² corresponden a tierra firme y (0%) 0 km² es agua.

## Demografía
Según el censo de 2010, había 574 personas residiendo en Hatley. La densidad de población era de 211,27 hab./km². De los 574 habitantes, Hatley estaba compuesto por el 94.95% blancos, el 0.17% eran afroamericanos, el 2.61% eran amerindios, el 1.05% eran asiáticos, el 0.35% eran isleños del Pacífico, el 0.17% eran de otras razas y el 0.7% pertenecían a dos o más razas. Del total de la población el 2.44% eran hispanos o latinos de cualquier raza.